# Dolichopus utahensis
Dolichopus utahensis är en tvåvingeart som beskrevs av Harmston och Frank Hall Knowlton 1943. Dolichopus utahensis ingår i släktet Dolichopus och familjen styltflugor.
Artens utbredningsområde är Utah. Inga underarter finns listade i Catalogue of Life.